# Ramulus superfluus
Ramulus superfluus är en insektsart som först beskrevs av Brunner von Wattenwyl 1907.  Ramulus superfluus ingår i släktet Ramulus och familjen Phasmatidae. Inga underarter finns listade i Catalogue of Life.